# Pholcus manueli
Pholcus manueli is een spinnensoort uit de familie trilspinnen (Pholcidae). De soort komt voor in Rusland, China, Japan en de Verenigde Staten. 